# 全希淑
全希淑（1984年6月16日—），韩国女子击剑运动员。她在2012年夏季奥林匹克运动会中，参加了女子团体花剑比赛并获得铜牌。她也参加了2016年夏季奥林匹克运动会，未获得奖牌。